# Masisi
Masisi este un oraș în  provincia Nord-Kivu, Republica Democrată Congo. În 2012 avea o populație de 6 806 de locuitori, iar în 2004 avea 5 538.